# Diaphania argealis
Diaphania argealis is een vlinder uit de familie van de grasmotten (Crambidae), uit de onderfamilie van de Spilomelinae. De wetenschappelijke naam van deze soort is voor het eerst voorgesteld als Margaronia argealis door Francis Walker in een publicatie uit 1859.
De voorvleugellengte van het mannetje varieert van 11,5 tot 13 millimeter en het vrouwtje van 11,5 tot 12,3 millimeter.

## Verspreiding
De soort komt voor in Costa Rica, Venezuela, Brazilië, Ecuador en Peru.

## Habitat
Deze soort wordt het vaakst aangetroffen in regenwoud op een hoogte tussen de 100 en 1100 meter boven zeeniveau.